# شالکاو
شهر شالکاو (به آلمانی: Schalkau) در ایالت تورینگن در کشور آلمان واقع شده‌است.